# Oikeiosis
Oikeiosis (grego antigo:; transl. oikeíōsis ) é um conceito básico do estoicismo que significa, aproximadamente, 'apropriação de si',  pg 157 é a relação da pessoa consigo mesma e com o mundo e que lhe permite distinguir de forma imediata as diferenças de valor entre objetos úteis e bons, por um lado, e os nefastos, por outro. 
Os estóicos usavam o termo oikeíōsis para se referir ao impulso de autopreservação. Imediatamente após o nascimento, um ser vivo percebe não apenas seu ambiente mas também a si próprio; ao reconhecer que "pertence" a si mesmo (οἰκεῖον, transl. oikeîon), ou seja, que é dedicado a si mesmo, imediatamente procura atender às suas necessidades. Ao cuidar de si, o ser vivo se esforça para fazer o que é do interesse de sua própria preservação e procura evitar o que lhe é prejudicial.

## Etimologia
Oikeiosis está enraizada na palavra oikos (οἶκος), termo que designa o agregado familiar, a casa ou a família - e também está presente na formação das  palavras modernas 'economia' e 'ecologia'. Similarmente, o termo oikeiotés denota uma relação de pertença - literalmente, de pertencimento ao mesmo agregado familiar -  oposta a alienação. O termo invoca o sentido de estar "em casa" e, por extensão, tornar-se "familiarizado" com alguma coisa.

## Teoria
No estoicismo, oikeiosis é o conhecimento do próprio eu, através da synaesthesis ou 'percepção interna'. Graças a esse conhecimento de si, nasce o impulso à autoconservação ou o instinto de conservação, que leva o ser vivo a buscar o que lhe é útil e lhe permite viver em conformidade com sua natureza, ou seja, conservar a si mesmo, apropriar-se do próprio ser e de tudo quanto é capaz de conservá-lo, bem como de evitar aquilo que lhe é contrário, conciliando-se consigo mesmo e com as coisas que são conformes à sua essência e que permitem o desenvolvimento do seu próprio ser.
Em Dos fins, Cícero escreve que, segundo os estoicos,
"O animal, tão logo nasce, harmoniza-se consigo mesmo para a conservação do próprio estado e para amar tudo o que favorece à sua conservação, como também para fugir da destruição e de tudo o que pareça capaz de destruí-la. A prova disso está no fato de que, antes mesmo de qualquer percepção de prazer ou de dor, as crias buscam as coisas salutares e fogem das contrárias. Isso não aconteceria se elas não amassem o próprio estado e não temessem a destruição. E, por outro lado, não poderiam desejar coisa alguma se não tivessem alguma consciência de si mesmas e, assim, se não amassem a si mesmas. Donde se deve concluir que o amor de si foi o primeiro princípio" (Cícero, Dos fins, III, 5, 16).
A autoconservação - e não o prazer, como defendiam os epicuristas - é, portanto, a finalidade do impulso ou da tendência; o prazer seria resultado da obtenção daquilo que está em harmonia com a "conservação do próprio estado", ou seja, com a natureza própria do indivíduo. pg 156-157
Em seus Elementos de ética, o filósofo estoico Hiérocles começa o seu relato sobre a oikeiosis considerando o começo da vida dos animais. Hiérocles argumenta que o impulso de autoconservação surge da oikeiosis : "um animal, quando adquire a primeira percepção de si mesmo, imediatamente se torna seu e familiar para si mesmo e para sua constituição". pg xl Ao perceber-se a si próprio e se familiarizar  consigo mesmo, o animal encontra valor em si próprio e em seu próprio bem-estar.  pg xli
Segundo Giovanni Reale, "todos os seres vivos são dotados de um princípio de conservação (chamado oikeíōsis), que instintivamente os leva a evitar aquilo que os prejudica e a procurar aquilo que os beneficia, que acresce ao seu ser: numa palavra, o bem de um ser é aquilo que lhe é benéfico, e o mal é o que danifica.  Por conseguinte, todo ser vivo pode e deve viver segundo a natureza, segundo a sua natureza. Ora, a natureza do homem é racionai e a sua essência e a razão. Assim, para o homem atuar [segundo] o princípio de conservação, deve buscar as coisas e apenas as coisas que incrementam a sua razão e fugir das que o prejudicam. 
Os estoicos defendiam a existência de um instinto de autopreservação no ser humano — oikeiosis — que seria semelhante ao dos animais; mas, para o ser humano, dotado de razão, tal instinto teria implicações éticas. Assim, para os humanos, o Bem  seria aquilo que preserva a sua essência, o seu ser, e o  Mal aquilo que prejudica o seu ser.